# Petrobia enodis
Petrobia enodis är en spindeldjursart som beskrevs av Meyer 1987. Petrobia enodis ingår i släktet Petrobia och familjen Tetranychidae. Inga underarter finns listade i Catalogue of Life.